# Università più antiche in attività

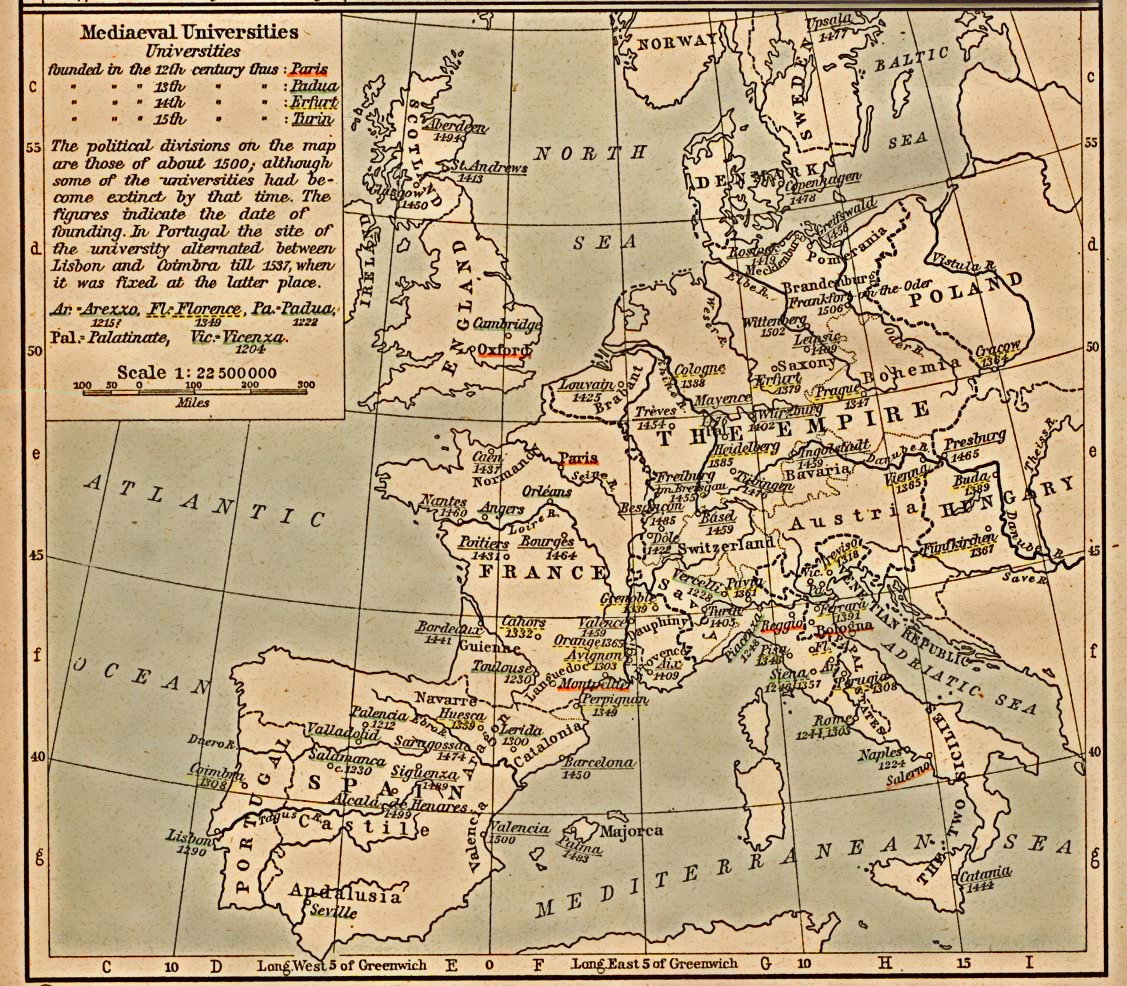
Mappa delle università medievali in Europa.

Il concetto di università in Europa è nato a Bologna nel 1088 con Irnerio attorno alla facoltà neonata di Giurisprudenza, tanto che l'Università di Bologna si fregia del motto Alma mater studiorum che vuol dire Madre e nutrice degli studi. 
Bologna ha creato un metodo che si è imposto come standard dapprima in Europa e poi, gradualmente, nel mondo. Tale metodo è basato su varie novità introdotte nell'ateneo sin dalla sua fondazione: Bologna sperimentò il primo insegnamento libero, vale a dire completamente indipendente dall'autorizzazione statale e dal controllo del potere pubblico e religioso. Di fatto, l'Università era auto-governata da professori e studenti. La nuova metodica didattica, precorrendo i tempi, s'imperniava su molteplici facoltà e non più limitata a insegnamenti afferenti alla teologia o alle buone maniere. Bologna introdusse le facoltà laiche e aperte a tutti i cittadini, sia che fossero bolognesi, forestieri o stranieri e non più, solamente, ad aristocratici o ecclesiastici.
Precedentemente alla creazione di questa Università e alla diffusione del suo metodo, vi erano principalmente tre modelli di insegnamento nel mondo: quello praticato da dotti precettori, chiamati nelle regge nobiliari a crescere nobili rampolli; quello religioso, praticato in istituti di teologia diretti eminentemente a formare i futuri sacerdoti; le scuole di carattere filosofico, legate a una specifica disciplina (come potevano essere la metafisica o il diritto) e concepite come aggregazioni di seguaci impegnate a discutere la dottrina di un maestro comune.
Un esempio di istituto a carattere religioso è l'Università al-Qarawiyyin di Fès: fondata nel IX secolo come luogo di educazione religiosa e discussione politica, fu sino al XIX secolo una madrasa, ossia una scuola di teologia islamica; soltanto nel 1963 assunse il carattere di università nell'accezione moderna. Nonostante tale precisazione, alcune fonti – quali il Guinness dei primati – la reputano l'università più antica al mondo.

## Lista delle Università più antiche in attività
Università tuttora in attività e che in passato, anche se con un'attività non propriamente continuativa, non hanno avuto periodi di chiusura superiori ai 100 anni.

### Istituite come università prima del 1500
Questo è un elenco delle più antiche scholae, in attività, che hanno acquisito la configurazione di studium generale equivalente alla moderna definizione di università prima del 1500.
| Emblema | Nome                                 | Anno inizio attività | Anno inizio attività | Anno inizio attività | Luogo                                                 | Luogo       | Note |
| Emblema | Nome                                 | come schola          | come università      | concessione statuto  | originale                                             | attuale     | Note |
| ------- | ------------------------------------ | -------------------- | -------------------- | -------------------- | ----------------------------------------------------- | ----------- | --- |
|         | Università di Bologna                | prima del 1067       | 1088                 | 1158                 | Regno d'Italia                                        | Italia      | La più antica università al mondo |
|         | Università di Oxford                 | 1096 circa           | 1167                 | 1248                 | Regno d'Inghilterra                                   | Regno Unito | La più antica università tra i paesi in lingua inglese |
|         | Università di Parigi                 | 1108 circa           | 1150                 | 1200, 1215 e 1231    | Regno di Francia                                      | Francia     | La più antica università di lingua francese. Fondata come come Scuola da Pietro Abelardo diede nascita alla Sorbona. Chiusa dalla Rivoluzione nel 1792-93, ridivenne centro di studi nel 1794, con la fondazione di una Scuola di Medicina, che ne riprende la facoltà, e dal 1804 di Diritto. La Nouvelle Université de Paris raggruppò dal 1896 le facoltà post-rivoluzionarie. |
|         | Università di Salamanca              | 1134                 | 1134                 | 1218                 | Regno di León                                         | Spagna      | La più antica università tra i paesi in lingua spagnola, fu la prima a ricevere il titolo di "università", concesso da re Alfonso IX di León nel 1252 |
|         | Università di Cambridge              | 1209                 | 1209                 | 1231                 | Regno d'Inghilterra                                   | Regno Unito | Fondata da alcuni studenti e docenti di Oxford che la abbandonarono in dissidio a seguito dell'esecuzione di due di loro nel 1209 |
|         | Università di Padova                 | prima del 1222       | 1222                 |                      | Sacro Romano Impero - (Libero Comune di Padova)       | Italia      | Fondata da alcuni studenti e docenti che lasciarono l'università di Bologna alla ricerca di una maggiore Libertas scholastica |
|         | Università di Napoli Federico II     |                      | 1224                 | 1224                 | Regno di Sicilia                                      | Italia      | Considerata come la prima università pubblica e statale al mondo, fu spostata a Salerno nel 1253, per tornare a Napoli nel 1258; quest'ultima data è talvolta considerata come sua rifondazione |
|         | Università di Siena                  | prima del 1240       | 1240                 | 1252–1357            | Repubblica di Siena                                   | Italia      | Chiusa poco dopo il 1252 nonostante le concessioni di Innocenzo II, ci furono dei tentativi di ripresa attività nel 1275, nel 1321 e nel 1338 con docenti provenienti dall'università di Bologna. Nel 1357 fu rifondata ex-novo da Carlo IV di Lussemburgo, ma non ebbe un'attività continuativa fino al 1408 con una nuova concessione dei privilegi da parte di papa Gregorio XII |
|         | Università di Lisbona                |                      | 1288                 | 1288                 | Regno del Portogallo                                  | Portogallo  | |
|         | Università di Coimbra                | 1290                 | 1290                 |                      | Regno del Portogallo                                  | Portogallo  | Fondata a Leiria da re Dinis, e confermata con bolla di papa Niccolò IV del 9 agosto 1290, fu portata a Coimbra, nel Paço Real da Alcáçova, nel 1308. |
|         | Università di Macerata               | 1290                 |                      | 1540                 | Stato Pontificio                                      | Italia      | |
|         | Università di Valladolid             | 1241                 | 1293                 | 1293                 | Regno di Castiglia e León                             | Spagna      | Istituita col trasferimento dell'Università di Palencia a Valladolid, talvolta come data di fondazione è riportata 1212 |
|         | Università Complutense di Madrid     |                      | 1293-1836            | 1293-1836            | Regno di Castiglia e León                             | Spagna      | Fondata inizialmente ad Alcalá de Henares da re Sancho IV di Castiglia, fu spostata a Madrid nel 1836. Nella prima sede nel 1977 aprì una nuova università di Alcalá |
|         | Università La Sapienza               |                      | 1303                 | 1303                 | Stato Pontificio                                      | Italia      | |
|         | Università di Perugia                |                      | 1308                 | 1308                 | Stato Pontificio                                      | Italia      | |
|         | Università di Firenze                |                      | 1321                 | 1349                 | Repubblica di Firenze                                 | Italia      | Attività non continuativa; soppressa nel 1324 e rifondata nel 1349; nel 1473 fu trasferita a Pisa e accorpata all'Università di Pisa; torna a Firenze tra il 1497 e il 1515, ma trasferita di nuovo a Pisa (col ritorno dei Medici) |
|         | Università degli Studi di Camerino   |                      | 1336                 | 1336                 | Stato Pontificio - (Ducato di Camerino)               | Italia      | La data tradizionale della fondazione dell'Università di Camerino risale al 1336 quando papa Benedetto XII tramite il nunzio apostolico Bertrando di Deux concesse «la facoltà di nominare capitani delle arti, consiglieri, notai di curia e delle riformanze» ma già dal XIII secolo erano attive a Camerino varie scuole superiori. |
|         | Università di Pisa                   | XI secolo            | 1343                 | 1343                 | Repubblica di Pisa                                    | Italia      | |
|         | Università Carolina                  |                      | 1348                 | 1348                 | Sacro Romano Impero - (Regno di Boemia)               | Rep. Ceca   | Tre delle quattro facoltà chiusero nel 1419. Fusa con l'università gesuita di Praga (fondata nel 1562) e ridenominata università di Carlo-Ferdinando nel 1652. |
|         | Università di Pavia                  | 825                  | 1361                 | 1361                 | Sacro Romano Impero - (Ducato di Milano)              | Italia      | Nel maggio dell’anno 825 risale il capitolare di Corteolona, con cui l'imperatore Lotario I istituì una scuola di diritto e di retorica per i funzionari del regno (seguendo la tradizione della scuola di diritto fondata dall'imperatore romano Teodosio I). |
|         | Università Jagellonica               |                      | 1364                 | 1364                 | Regno di Polonia                                      | Polonia     | Fondata da Casimiro il Grande, non ebbe una sede fissa dopo la morte del re nel 1370, per ritrovare una collocazione e un'attività stabile nel 1390 su iniziativa di re Ladislao II |
|         | Università di Vienna                 |                      | 1365                 | 1365                 | Sacro Romano Impero - (Ducato d'Austria)              | Austria     | Fondata su modello dell'università di Parigi, è la più antica fra quelle in lingua tedesca |
|         | Università di Heidelberg             |                      | 1386                 | 1386                 | Sacro Romano Impero - (Elettorato del Palatinato)     | Germania    | La più antica in Germania |
|         | Università di Ferrara                |                      | 1391                 |                      | Stato Pontificio - (Ducato di Ferrara)                | Italia      | |
|         | Università di Torino                 |                      | 1404                 |                      | Sacro Romano Impero - (ducato di Savoia)              | Italia      | Fondata a Torino (1404) poi trasferita a Chieri (1427) ed in seguito a Savigliano (1434), torna a Torino nel 1443. L'università chiude nel 1536 per diversi anni e riprende le attività (1558), ma a Mondovì; sarà trasferita nuovamente a Torino otto anni dopo (1566). Nel 1792 l'università chiude e fu riaperta dal secondo governo provvisorio piemontese solo nel 1800, ridenominandola Università Nazionale e con un nuovo assetto: le facoltà vengono sostituite da otto scuole specialistiche. |
|         | Università di Lipsia                 |                      | 1409                 |                      | Sacro Romano Impero - (Ducato di Sassonia-Wittenberg) | Germania    | Fondato da Federico I di Sassonia con docenti in lingua tedesca che lasciarono l'Università di Praga dopo l'esecuzione di Jan Hus |
|         | Università di Saint Andrews          | 1410                 | 1413                 | 1413                 | Regno di Scozia                                       | Regno Unito | L'Università fu istituita sul modello di Orléans in cui il predominio dei maestri, indiscusso a Parigi e Oxford, fu modificato dall'autorità del Vescovo-Cancelliere e dalla partecipazione di tutti i membri accademici nell'elezione del rettore |
|         | Università di Parma                  | 962                  | 1412                 |                      | Sacro Romano Impero - (Ducato di Milano)              | Italia      | L'antico studium fu soppresso nel 1387 da Gian Galeazzo Visconti, rifondato da Niccolò III d'Este nel 1412 con la configurazione di università. Prima dell'avvento dei Farnese, nel 1545, ebbe una attività piuttosto discontinua |
|         | Università di Rostock                |                      | 1419                 | 1419                 | Sacro Romano Impero - (Città anseatica di Rostock)    | Germania    | L'università si trasferì a Greifswald nel 1437 e vi rimase fino al 1443. Successivamente dal 1487, gli insegnamenti vengono spostati a Lubecca sino al 1488 o al 1492 secondo altre fonti. Rimase chiusa per lunghi periodi durante la riforma protestante chiusa nel 1523, riprese appieno la sua attività nel 1551 |
|         | Università di Lovanio                |                      | 1425                 | 1425                 | Sacro Romano Impero - (Paesi Bassi borgognoni)        | Belgio      | L'università si trasferì all'École centrale di Bruxelles, poi soppressa nel 1797 dagli occupanti francesi. Nel 1817 venne perciò fondata l'università statale di Lovanio che durò solo fino al 1835 (Rivoluzione belga) quando vi si trasferì l'università Cattolica di Mechelen, assumendo il nome di Università Cattolica di Lovanio. |
|         | Università di Poitiers               |                      | 1431                 |                      | Regno di Francia                                      | Francia     | |
|         | Università di Barcellona             | 1401                 | 1450                 | 1450                 | Corona d'Aragona - (Principato di Catalogna)          | Spagna      | Fondata da Alfonso V d'Aragona come Estudi General unificando tutte le scuole preesistenti |
|         | Università di Catania                |                      | 1434                 |                      | Regno di Sicilia                                      | Italia      | Fondata da Alfonso V di Aragona. |
|         | Università di Glasgow                |                      | 1451                 | 1451                 | Regno di Scozia                                       | Regno Unito | |
|         | Università di Istanbul               | 425                  | 1453                 | 1453                 | Impero ottomano                                       | Turchia     | Preceduta dalla Università di Costantinopoli |
|         | Università di Greifswald             | 1436                 | 1456                 | 1456                 | Sacro Romano Impero - (città anseatica di Greifswald) | Germania    | Gli insegnamenti furono interrotti durante la riforma protestante tra il 1527 e il 1539 |
|         | Università di Friburgo               |                      | 1457                 | 1457                 | Sacro Romano Impero - Austria Anteriore               | Germania    | Temporaneamente trasferita a Costanza nel 1686–98 e nel 1713–15 |
|         | Università di Basilea                |                      | 1460                 |                      | Confederazione Elvetica                               | Svizzera    | |
|         | Università di Monaco di Baviera      |                      | 1472                 | 1459                 | Sacro Romano Impero - (Ducato di Baviera)             | Germania    | Trasferita a Landshut nel 1800, fu spostata a Monaco nel 1826 |
|         | Università di Tubinga                |                      | 1477                 |                      | Sacro Romano Impero - (Contea del Württemberg)        | Germania    | |
|         | Università di Uppsala                |                      | 1477                 | 1477                 | Unione di Kalmar                                      | Svezia      | |
|         | Università di Copenaghen             |                      | 1479                 |                      | Unione di Kalmar                                      | Danimarca   | |
|         | Università di Genova                 |                      | 1481                 |                      | Repubblica di Genova                                  | Italia      | |
|         | Università di Aberdeen               |                      | 1495                 | 1495                 | Regno di Scozia                                       | Regno Unito | |
|         | Università di Santiago di Compostela |                      | 1495                 | 1504                 | Regno di Castiglia e León                             | Spagna      | |
|         | Università di Valencia               |                      | 1499                 |                      | Corona d'Aragona - (Regno di Valencia)                | Spagna      | |

### Università con attività altamente discontinua
- Belgio. L'università di Lovanio, fondata nel 1425, si trasferì all'École centrale di Bruxelles, poi soppressa nel 1797 dagli occupanti francesi. Nel 1817 venne perciò fondata l'università statale di Lovanio che durò solo fino al 1835 (Rivoluzione belga) quando vi si trasferì l'università Cattolica di Mechelen, assumendo il nome di Università Cattolica di Lovanio.

- Francia. Il più noto esempio in questa categoria è l'Università di Parigi, fondata nel 1170, soppressa nel 1793, ridivenne centro di studi nel 1794 con la fondazione di una Scuola di Medicina, che ne riprende la facoltà, e dal 1804 di Diritto. La Nouvelle Université de Paris raggruppò dal 1896 le facoltà post-rivoluzionarie. Alla stessa categoria appartiene l'Università di Montpellier, fondata nel 1289, soppressa con la Rivoluzione francese nel 1789, e poi di nuovo attiva dal 1896 al 1970, anno in cui venne divisa in tre distinti nuclei accademici. Nel 2015 i tre istituti sono stati nuovamente accorpati in un'unica università.

- India. Si distingue il caso della scuola monastica Nālandā, nel Rajgir, la quale ha avuto, a fine del VI secolo a.C., come studente Siddhartha Gautama, fondatore del Buddhismo; distrutta nel 1200 d.C. dalle armate di Qutb al-Din di Delhi, nel 25 novembre 2010 il governo indiano decise di rifondarla come "Nalanda International University". L'attività accademica è iniziata nel settembre 2014. Alcuni autori considerano la seconda istituzione come la continuazione della precedente e che, prima della interruzione dell'attività per 800 anni, era già da considerarsi una università a tutti gli effetti[96][97][98][99][100].

- Italia. Si distingue il caso della Università di Catania, concessa da Alfonso d'Aragona nel 1434, che alcuni autori considerano la rifondazione del Gymnasium nel 263 a.C. di Marco Claudio Marcello.

### Scholaeistituite prima del 1500, successivamente diventate università
Il più noto esempio in questa categoria è l'Università al-Qarawiyyin, fondata nel IX secolo quale madrasa, ossia come luogo di educazione religiosa e discussione politica e che soltanto nel 1963 assunse il carattere di università nell'accezione moderna.

## Università soppresse
Le università definitivamente soppresse senza essere confluite o trasferite in altre città sono segnate in rosso.
| Università                   | Luogo            | Fondazione | Soppressione                                                      | Fonti e note |
| ---------------------------- | ---------------- | ---------- | ----------------------------------------------------------------- | --- |
| Università di Costantinopoli | Impero bizantino | 848        | 1453                                                              | Preceduta dalla scuola di Costantinopoli del 425; dopo la caduta della città in mano islamica fu trasformata in una madrasa che tra il 1863 e il 1900 fu riorganizzata come Università di Istanbul                                                   |
| Scuola Medica Salernitana    | Italia           | 802        | 1811                                                              | Considerata da alcuni autori come l'antesignana delle università medievali |
| Studium Generalis di Orvieto | Italia           | 1013       | 1600                                                              | [ 105 ] |
| Università di Vicenza        | Italia           | 1204       | 1209                                                              | |
| Università di Arezzo         | Italia           | 1215       | 1520                                                              | [ 106 ] |
| Università di Palencia       | Spagna           | 1212       | 1264                                                              | Confluita nell'Università di Valladolid |
| Università di Vercelli       | Italia           | 1228       | soppressa alla metà del XIII secolo (probabilmente nel 1240-1241) | [ 107 ] |
| Università di Treviso        | Italia           | 1231       | [ 108 ]                                                           | Soppressa più volte e/o vi subentrarono altre accademie o enti, anch'essi purtuttavia soppressi |
| Università di Alcalá         | Spagna           | 1293       | 1836                                                              | Trasferita a Madrid e rifondata come Università Complutense; nel 1977 ad Alcalá de Henares viene fondata una nuova Università di Alcalá |
| Università di Erfurt         | Germania         | 1392       | 1816                                                              | La prima università è nota anche come Hierana; nella stessa città fu fondata una nuova università nel 1994 |
| Università di Zara           | Croazia          | 1396       | 1807                                                              | Assorbita da università limitrofe. Nel 1956 l'università di Zagabria ne fa una propria sede satellite allocandovi la facoltà di arte; successivamente diviene parte dell'università di Spalato. La nuova università di Zara viene rifondata nel 2002 |

## Classifica per nazionalità
Prima del 1500 vennero aperte 58 università, delle quali 21 in territorio italiano.
| Nazione     | Atenei |
| ----------- | ------ |
| Italia      | 21     |
| Germania    | 10     |
| Spagna      | 7      |
| Francia     | 4      |
| Scozia      | 3      |
| Inghilterra | 2      |
| Svizzera    | 2      |
| Austria     | 1      |
| Belgio      | 1      |
| Croazia     | 1      |
| Danimarca   | 1      |
| Polonia     | 1      |
| Portogallo  | 1      |
| Rep. Ceca   | 1      |
| Turchia     | 1      |
| Ungheria    | 1      |
| Svezia      | 1      |